# Robinson Stévenin
Louis-Robinson Stévenin (Lons-le-Saunier, 1º marzo 1981) è un attore francese.

## Biografia
Figlio dell'attore Jean-François Stévenin, è fratello degli attori Sagamore e Salomé. Si è fatto notare per la prima volta nel 1999 nel film Mauvaises Fréquentations, venendo candidato al Premio César per la migliore promessa maschile, che ha poi vinto due anni dopo per il ruolo di un travestito nel thriller Mauvais Genres.

## Filmografia parziale

### Cinema
- La crisi! (La Crise), regia di Coline Serreau (1992)
- Mauvaises Fréquentations, regia di Jean-Pierre Améris (1999)
- Mauvais Genres, regia di Francis Girod (2001)
- Deux, regia di Werner Schroeter (2002)
- La Petite Lili, regia di Claude Miller (2003)
- Son frère, regia di Patrice Chéreau (2003)
- C'est beau une ville la nuit, regia di Richard Bohringer (2006)
- Transe, regia di Teresa Villaverde (2006)
- Attrici (Actrices), regia di Valeria Bruni Tedeschi (2007)
- L'Armée du crime, regia di Robert Guédiguian (2009)
- Io sono con te, regia di Guido Chiesa (2010)
- Le nevi del Kilimangiaro (Les Neiges du Kilimandjaro), regia di Robert Guédiguian (2011)
- Anton Čechov (Anton Tchékhov 1890), regia di René Féret (2015)
- Une histoire de fou, regia di Robert Guédiguian (2015)
- La casa sul mare (La villa), regia di Robert Guédiguian (2017)
- Isabelle, regia di Mirko Locatelli (2018)
- Gloria Mundi, regia di Robert Guédiguian (2019)
- E la festa continua! (Et la fête continue!), regia di Robert Guédiguian (2023)
- Le Roman de Jim, regia di Arnaud e Jean-Marie Larrieu (2024)
- La gazza ladra (La Pie voleuse), regia di Robert Guédiguian (2024)

### Televisione
- Little Murders by Agatha Christie (Les Petits Meurtres d'Agatha Christie) – serie TV, episodio 1x02 (2008)
- Profiling (Profilage) – serie TV, episodi 7x08-7x09-7x10 (2016)
- Glacé – miniserie TV, 6 puntate (2017)
- Candice Renoir – serie TV, episodio 5x05 (2017)
- La Mantide (La Mante) – miniserie TV, 6 puntate (2017)
- La Promesse – miniserie TV, 6 puntate (2020)
- Cassandre – serie TV, episodio 6x04 (2022)

## Riconoscimenti
- Premio César
  - 2000 – Candidatura alla migliore promessa maschile per Mauvaises Fréquentations
  - 2002 – Migliore promessa maschile per Mauvais Genres

## Doppiatori italiani
Nelle versioni in italiano delle opere in cui ha recitato, Robinson Stévenin è stato doppiato da:
- Gabriele Sabatini in E la festa continua!
- Alessandro Sanguigni in La mantide
- Fabrizio Bucci in Gloria Mundi
- David Chevalier in La casa sul mare
- Fabio Boccanera in Le nevi dei Kilimangiaro
- Luca Ghignone in Anton Čechov, La gazza ladra